# Parapurcellia fissa
Parapurcellia fissa - gatunek kosarza z podrzędu Cyphophthalmi i rodziny Pettalidae.

## Występowanie
Gatunek endemiczny dla Republiki Południowej Afryki. Znany z Port St. Johns w prowincji Przylądkowej Wschodniej.